# Falucska
Falucska (Богаревиця), település Ukrajnában, a Beregszászi járásban.

## Fekvése
Ilosvától délnyugatra, Nyíresújfalu, Komló, Beregkövesd és Beregpálfalva közt fekvő település.

## Története
A trianoni békeszerződéselőtt Bereg vármegye Felvidéki járásához tartozott.
1910-ben 573 lakosából 8 magyar, 565 ruszin volt. Ebből 504 görögkatolikus, 69 izraelita volt.